# 揭鳳階
揭鳳階（？—？），福建明溪縣人，清朝政治人物、進士出身。
嘉慶十三年（1808年）戊辰科進士，擔任湖南新田縣、宜章县知县。